# Valery Larbaud
Valery Larbaud (Vichy, 1881. augusztus 29. – Vichy, 1957. február 2.) francia költő, regényíró, esszéista, műfordító.
Gazdag családból származó, jómódú "világpolgár", aki műveiben elsősorban a sokat utazó ember kozmopolitizmusának adott finom művészi hangot. Fő prózai alkotása az A. O. Barnabooth (1913) című napló alakban írt regény, amely az ingatag barátságok és álszerelmek közt vergődő, dúsgazdag főhős hasztalan boldogságkeresését ábrázolja, a képek, benyomások és élmények váltakozásában, miközben az író remek táj- és városképeket villant fel.
A Fermina Márquez című, méltán híres kisregényét, amellyel egy csapásra a Nouvelle Revue Française körül csoportosuló elitgárda elismert tagja lett, 1911-ben írta, s ettől kezdve a két világháború között működő "nagy nemzedék" egyik vezető tagja lett - ami nem is csoda, hiszen ez a leheletfinom kisregény nemcsak a francia irodalomban, de a modern világirodalomban is egyik legszebb ábrázolása a kamaszkori ábrándos szerelemnek.

## Magyarul
- Fermina Marquez. Regény; ford. Szávai Nándor; Új Színház, Bp., 1942 (Madách-könyvtár)
- Fermina Marquez; ford., utószó Szávai Nándor; Magvető, Bp., 1957
- Boldog szerelmesek / Gyerekkor. Novellák / Legtitkosabb tanácsom / Szépség, te legszebb gondom; ford. Benyhe János; Európa, Bp., 1968 (Nők könyvespolca)